# Architektura romańska w Polsce

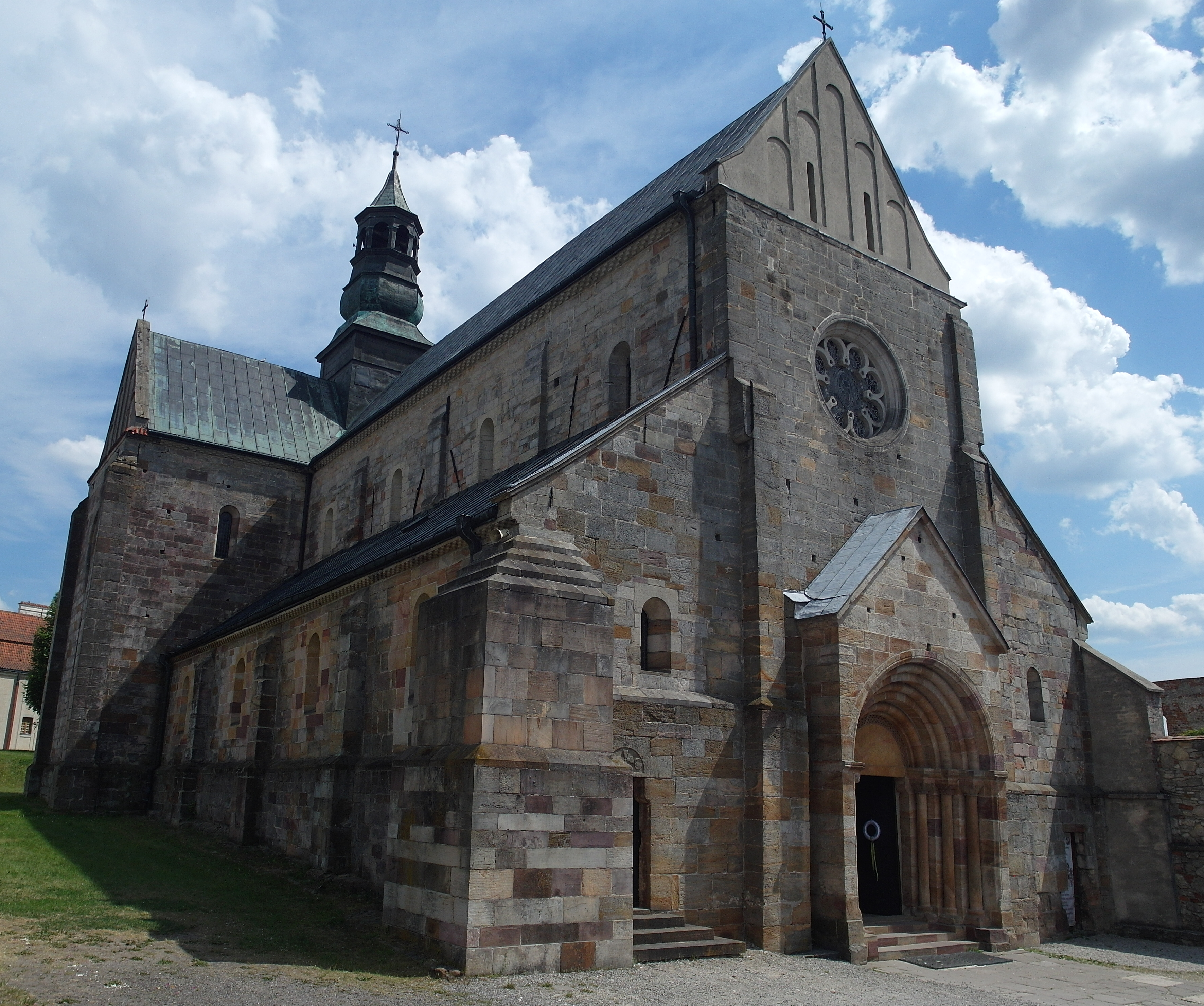
Romański kościół św. Tomasza Kantuaryjskiego w opactwie cystersów w Sulejowie

Architektura romańska w Polsce – architektura romańska w Polsce, powstająca w latach od ok. 1050 do ok. 1250 roku.

## Historia

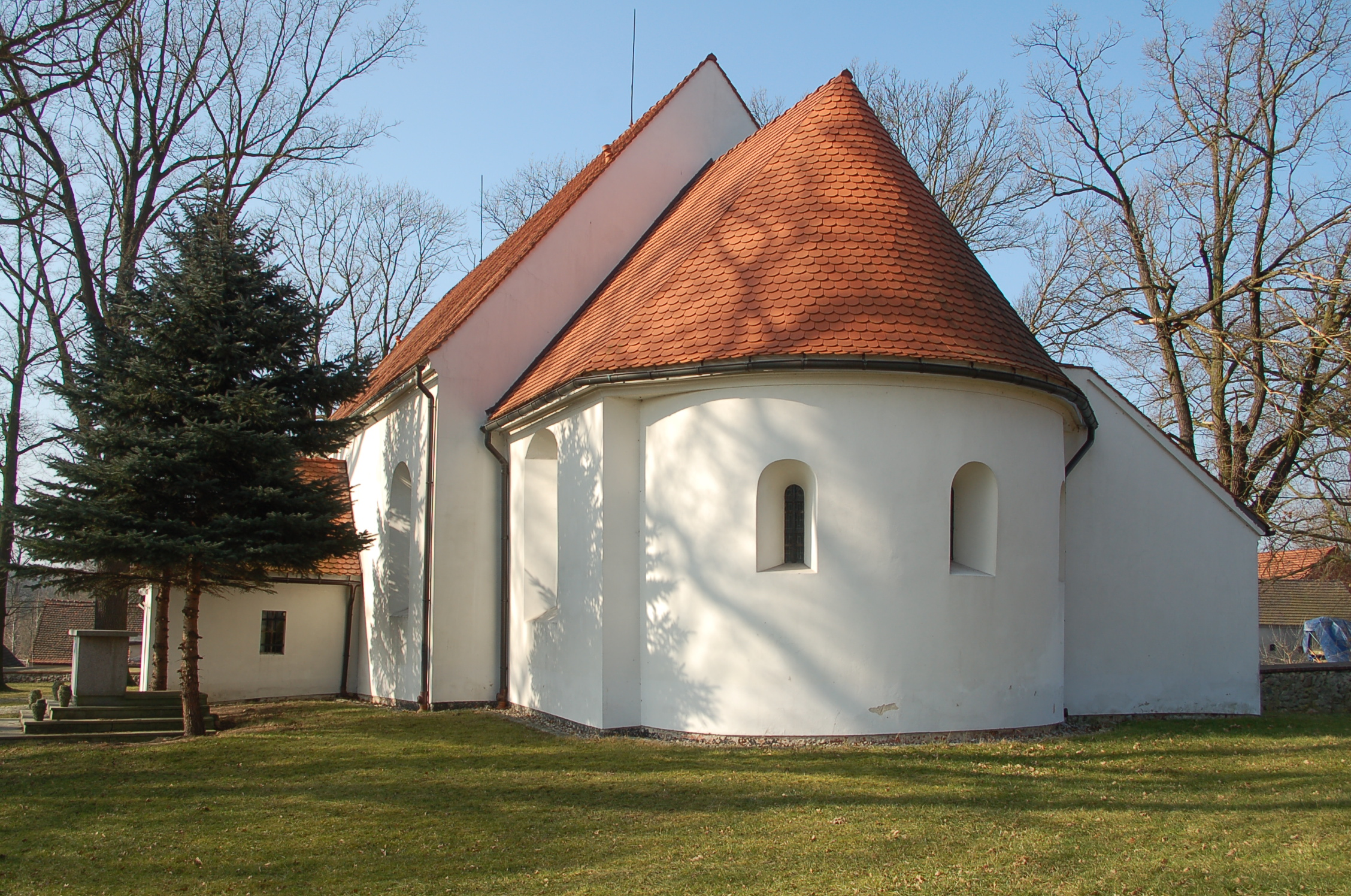
Kościół św. Andrzeja w Szprotawie, datowany na 1. poł. XIII wieku

Początki romańskiej architektury w Polsce sięgają kamiennej architektury wczesnopiastowskiej z czasów Mieszka I, Bolesława Chrobrego i Mieszka II. Znaczny wpływ wywierały na nią tradycje przyniesione przez przybywających do kraju dostojników kościelnych z Włoch, Francji i Niemiec, a także wzory przenoszone przez zakony o międzynarodowym zasięgu. W XI wieku powstały murowane palatia w miejscowościach takich jak: Ostrów Lednicki, Poznań, Giecz, Przemyśl, Wiślica oraz Wawel, będące inwestycjami władców piastowskich.
Właściwa architektura romańska w Polsce datowana jest na okres odbudowy państwa przeprowadzonej przez Kazimierza Odnowiciela, czyli od ok. 1050 do ok. 1250 roku.
W XI i XII wieku powstały romańskie palatia w takich miejscach jak:
- Sobótka-Górka pod Wrocławiem[2] – długość 22 m.
- Morawica pod Krakowem – długość 17 m.
- Kraków - palatium Sieciecha pod kościołem św. Andrzeja[3].
- Poznań - Ostrów Tumski – długość 27 m.
- Kraków - pomieszczenie nazywane „salą o 24 słupach” na Wawelu – długość 28 m.
- Wiślica - dwa palatia
- Przemyśl - palatium na Górze Zamkowej
- Wrocław - palatium na zamku na Ostrowie Tumskim

## Charakterystyka
Wśród zachowanych zabytków dominuje budownictwo kamienne o różnym stopniu obróbki surowca. 
Pod koniec XII wieku pojawia się, zwłaszcza na Dolnym Śląsku i w Wielkopolsce, cegła. W okresie romańskim układano ją w wiązaniu wendyjskim, który został wyparty dopiero pod koniec XIII wieku przez wątek gotycki.  
Wiele budowli zachowało się jedynie w postaci reliktów, stąd wiedza na temat architektury tej epoki i jej zasięgu w Polsce w dużym stopniu jest uzupełniana przez wyniki badań archeologicznych. Większość budowli z tego okresu została przebudowana w okresie późniejszym (zwłaszcza w okresie gotyku i baroku).

### Architektura sakralna

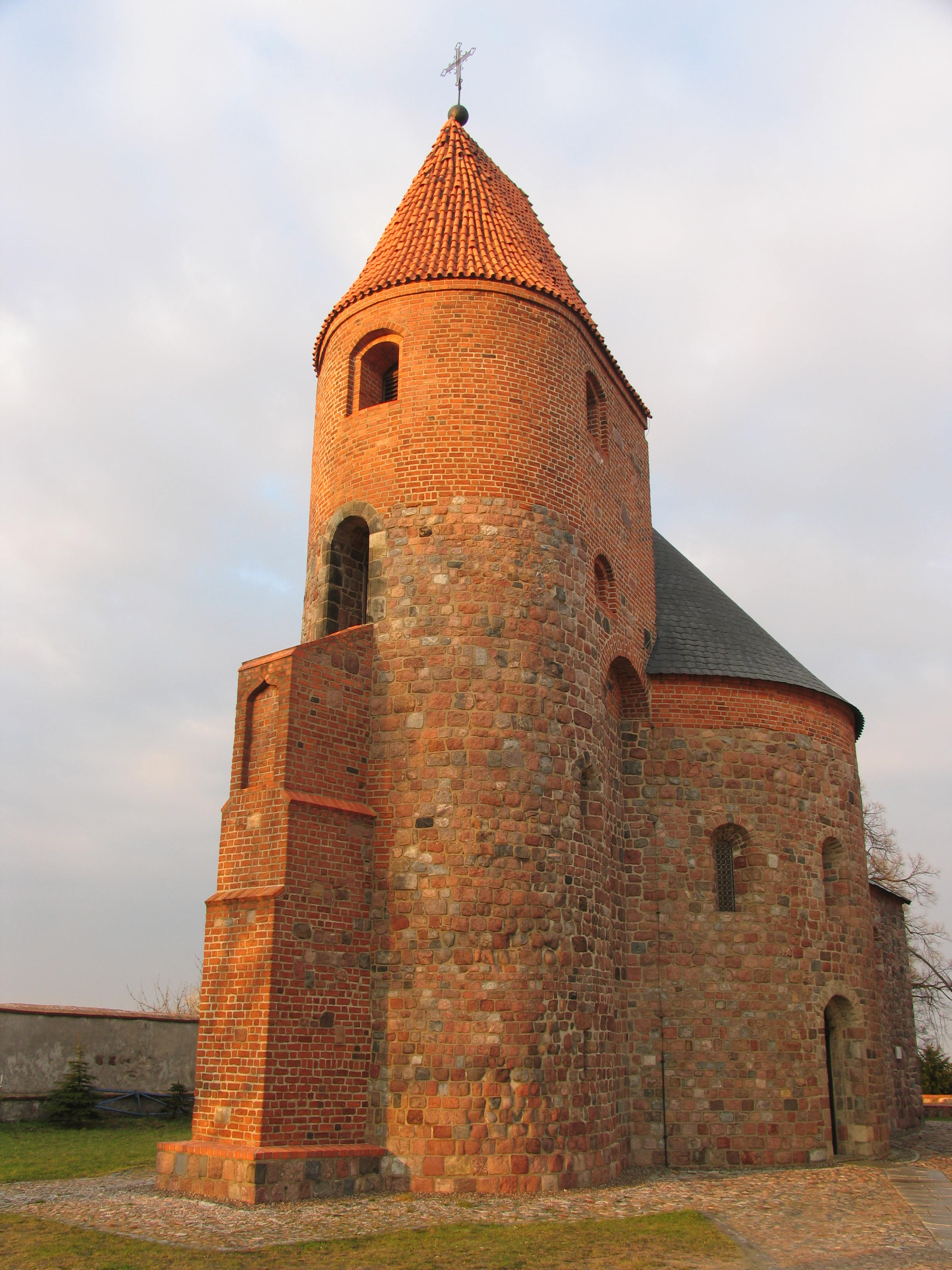
Rotunda św. Prokopa w Strzelnie

Wśród zabytków zachowały się przykłady budowli centralnych, kościołów jednonawowych i trójnawowych, a także zabudowań klasztornych. Bryły budynków były konstruowane – w sposób charakterystyczny dla całego romanizmu – z prostych brył geometrycznych. Kościoły budowano najczęściej z kamienia.
Kościoły budowane były według trzech następujących typów zabudowy:
- jednoprzestrzenne budowle salowe na planie prostokąta:
  - zakończone chórem i absydą
  - zakończone chórem prostokątnym
  - bez chóru
- budowle o bardziej złożonej przestrzeni wielonawowej
- na planie krzyża łacińskiego (najczęściej występowały w przestrzeniach miejskich lub gdy miały większe znaczenie liturgiczne, jak np. katedry)

Charakterystyczną formą dla okresu romańskiego jest zorientowany w kierunku wschód–zachód układ bryłowy składowych elementów budowli sakralnych: 
- wyodrębniona wyższa od pozostałych elementów wieża (element nie zawsze występujący, bądź o różnym jej umiejscowieniu w stosunku do stron świata i zmiennej wielkości)
- nawa
- empora
- absyda
- najczęściej kryte stromym, dwuspadowym dachem, ok. 45° przechodzące przy absydach w półkoliste zakończenie

## Zabytki architektury
Lista zabytków architektury romańskiej znajduje się w artykule Szlak Romański w Polsce.

## Galeria

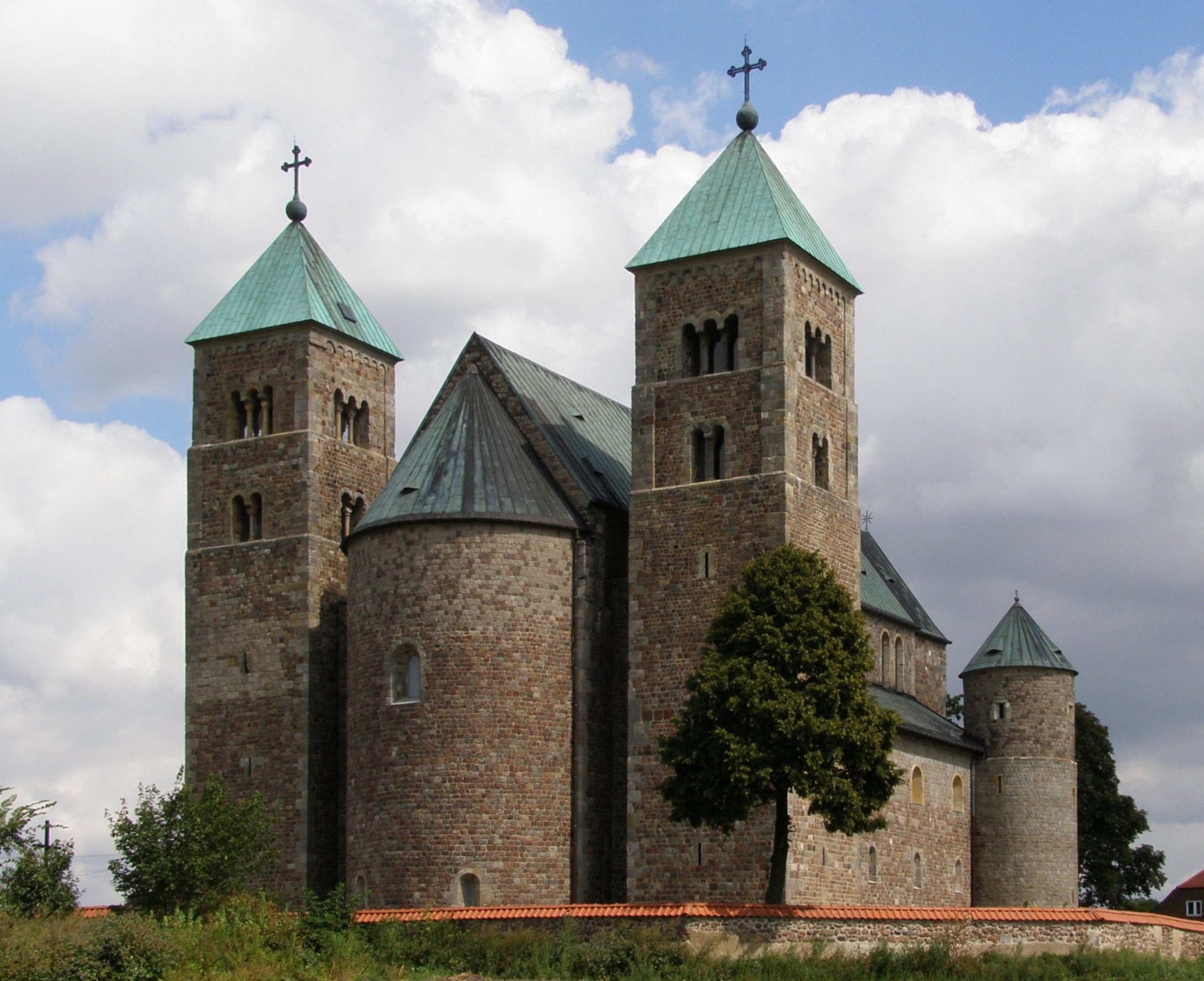
Tum pod Łęczycą - kolegiata
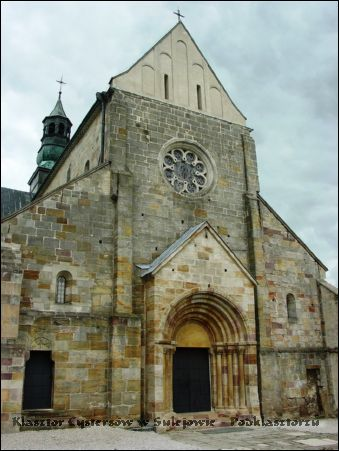
Sulejów - klasztor
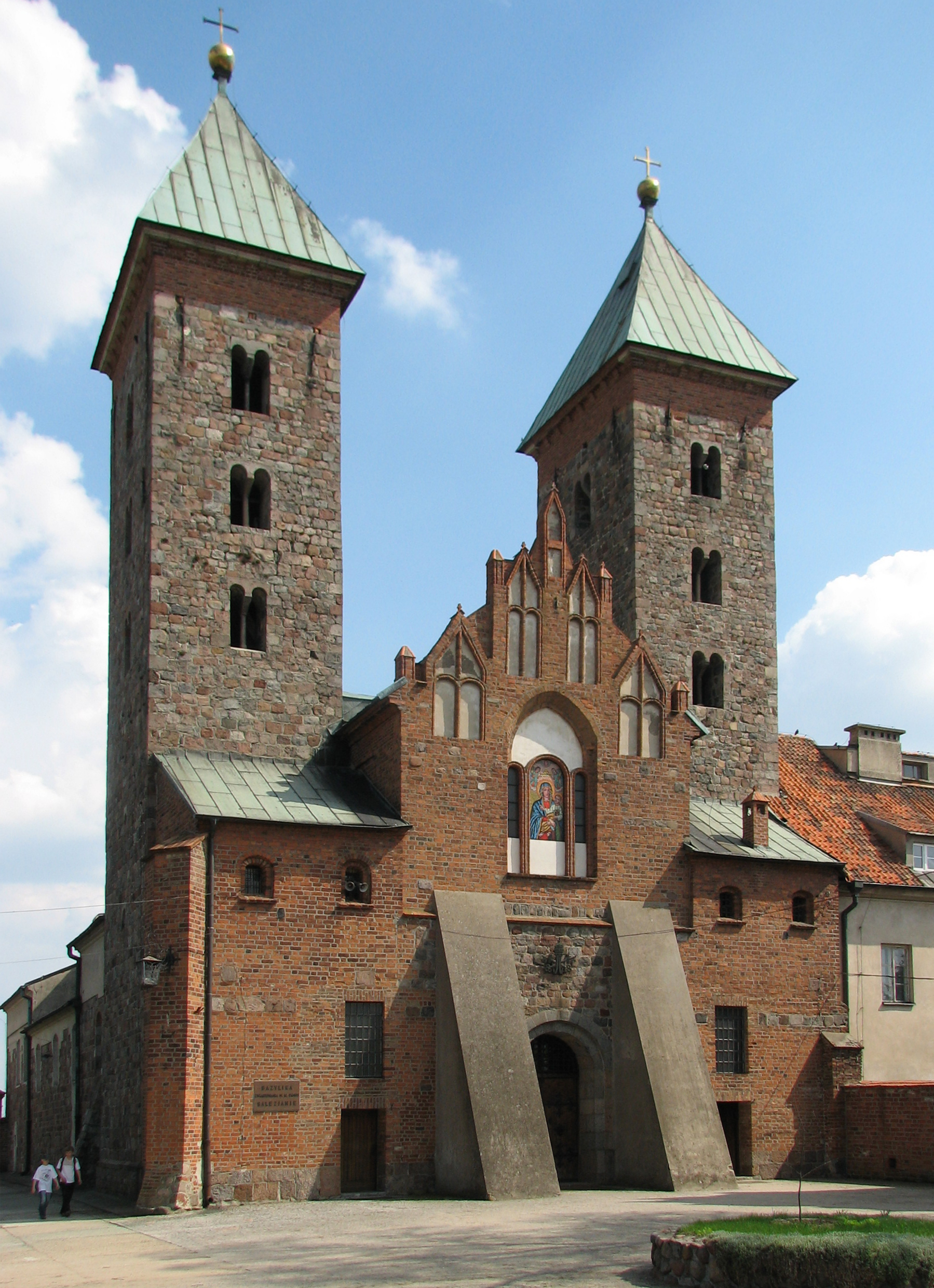
Czerwińsk - klasztor
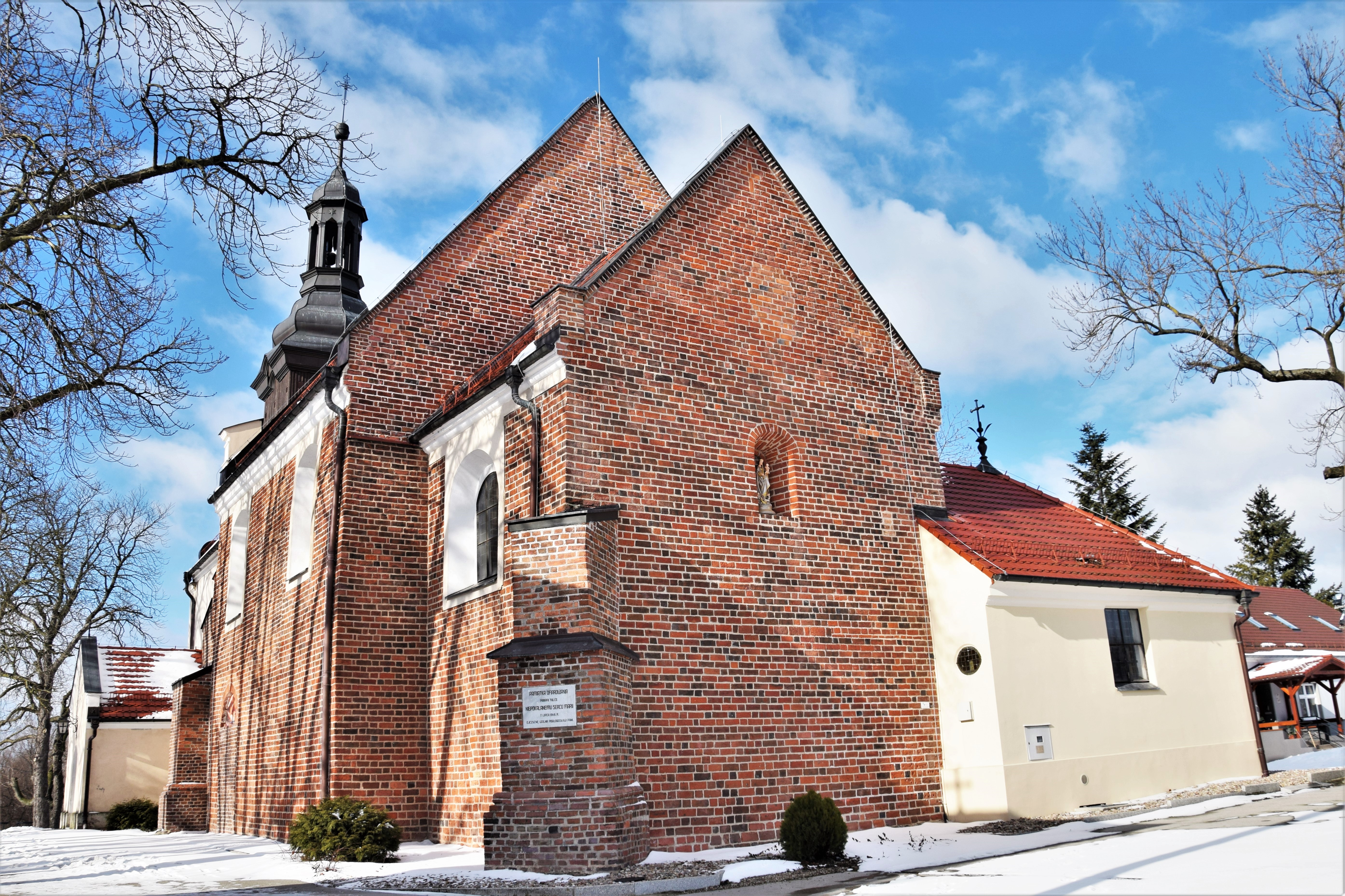
Tulce
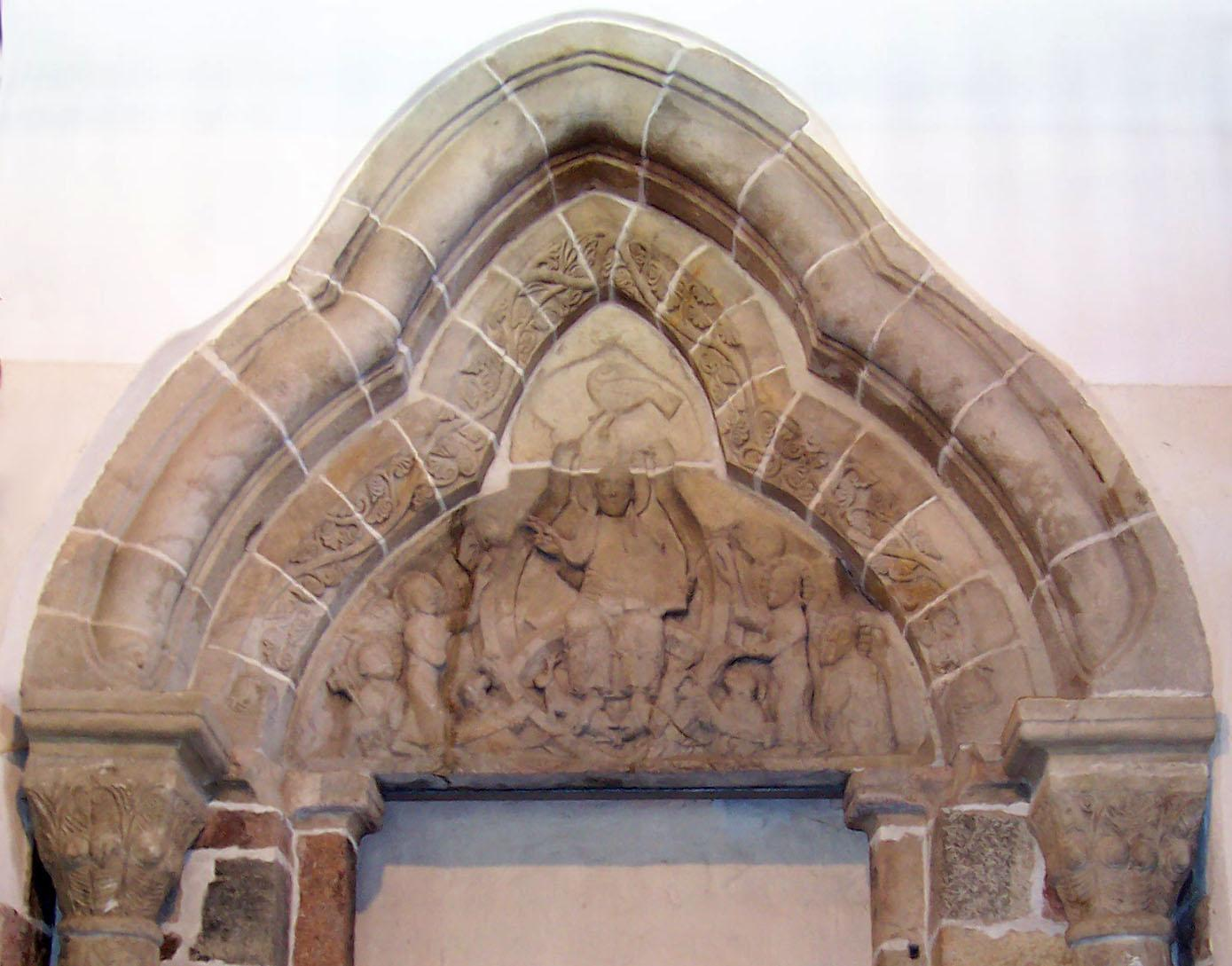
Strzelno - portal
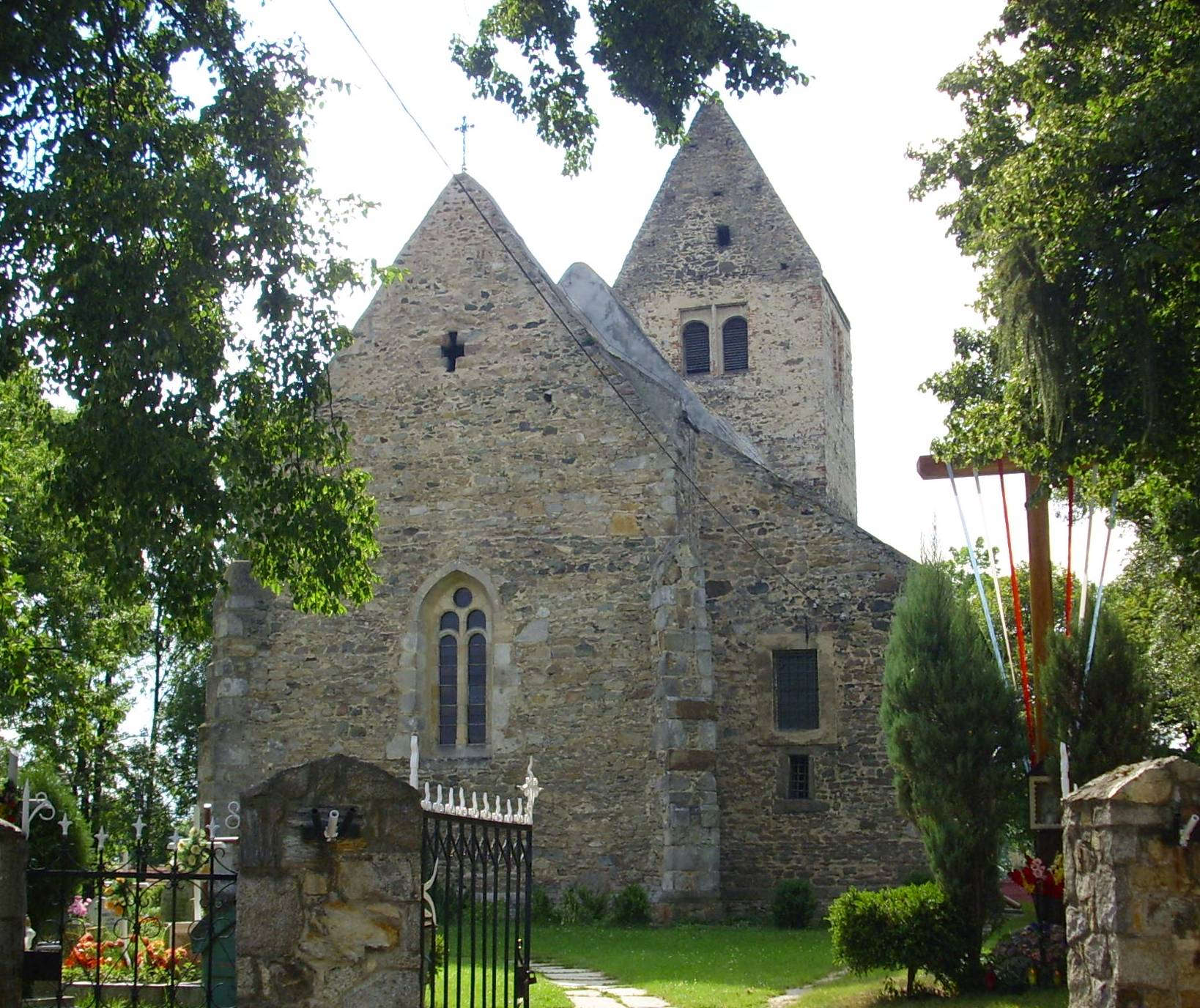
Stary Zamek
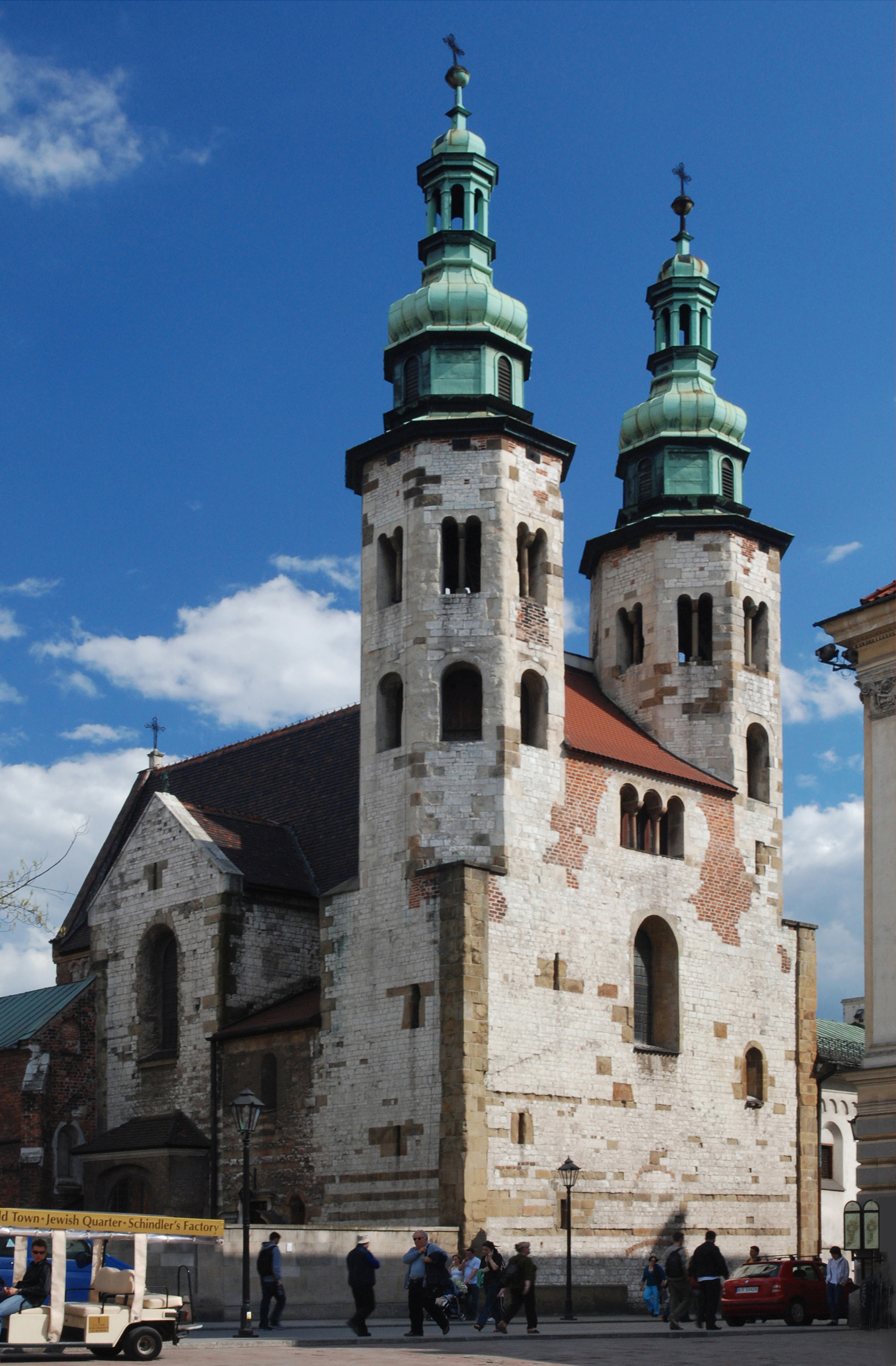
Kraków - kościół św. Andrzeja
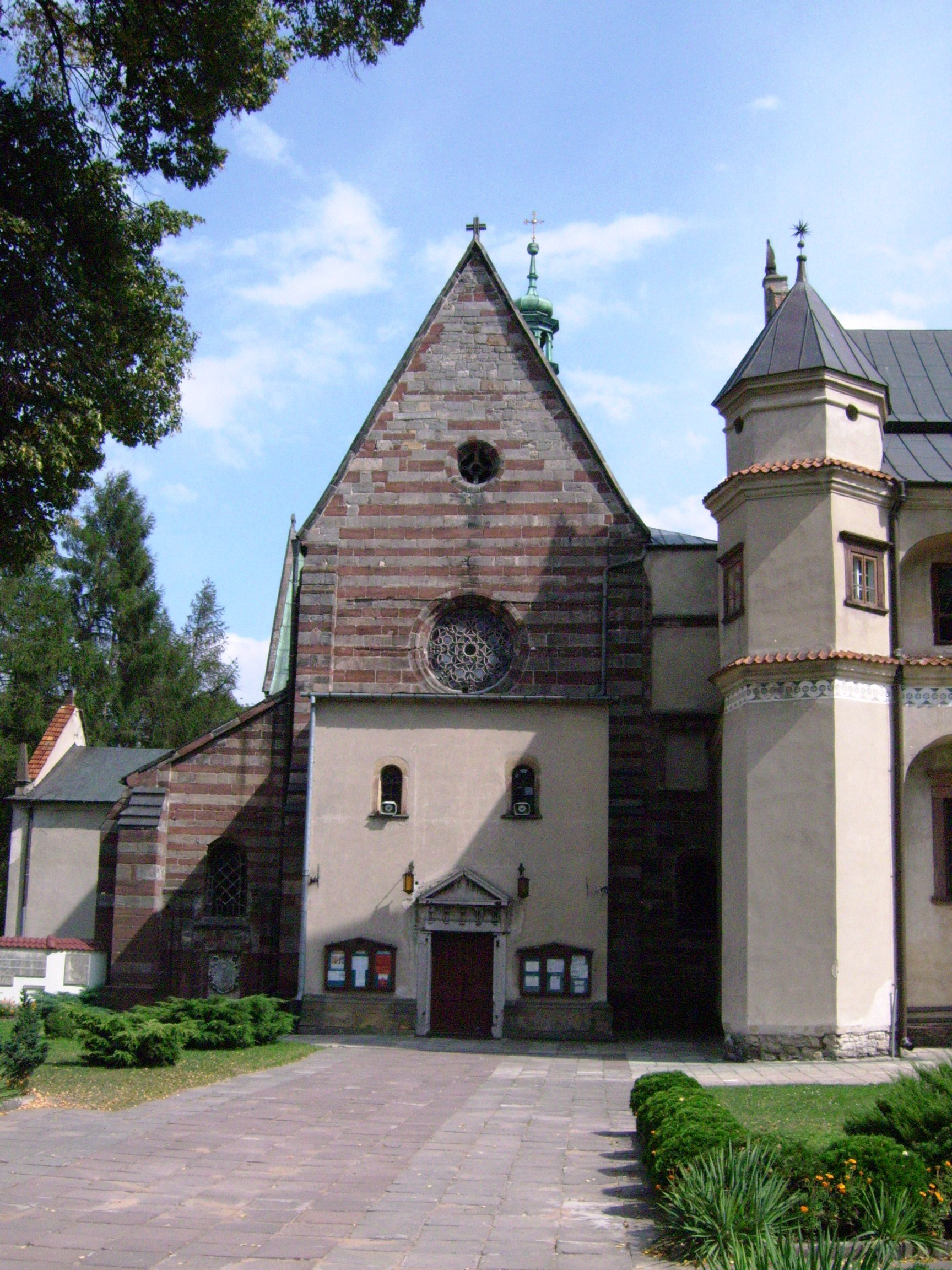
Wąchock - klasztor
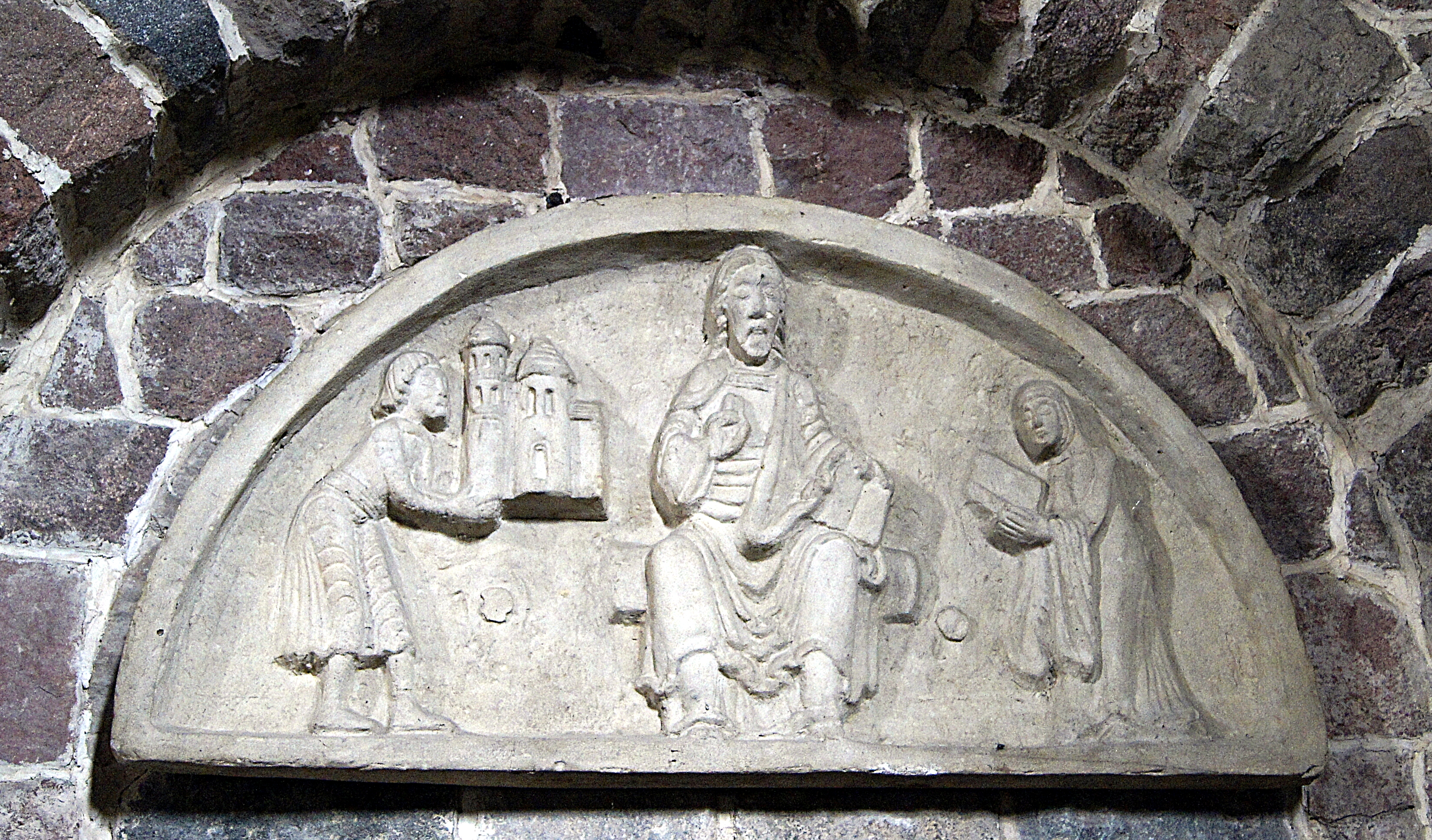
Strzelno - portal
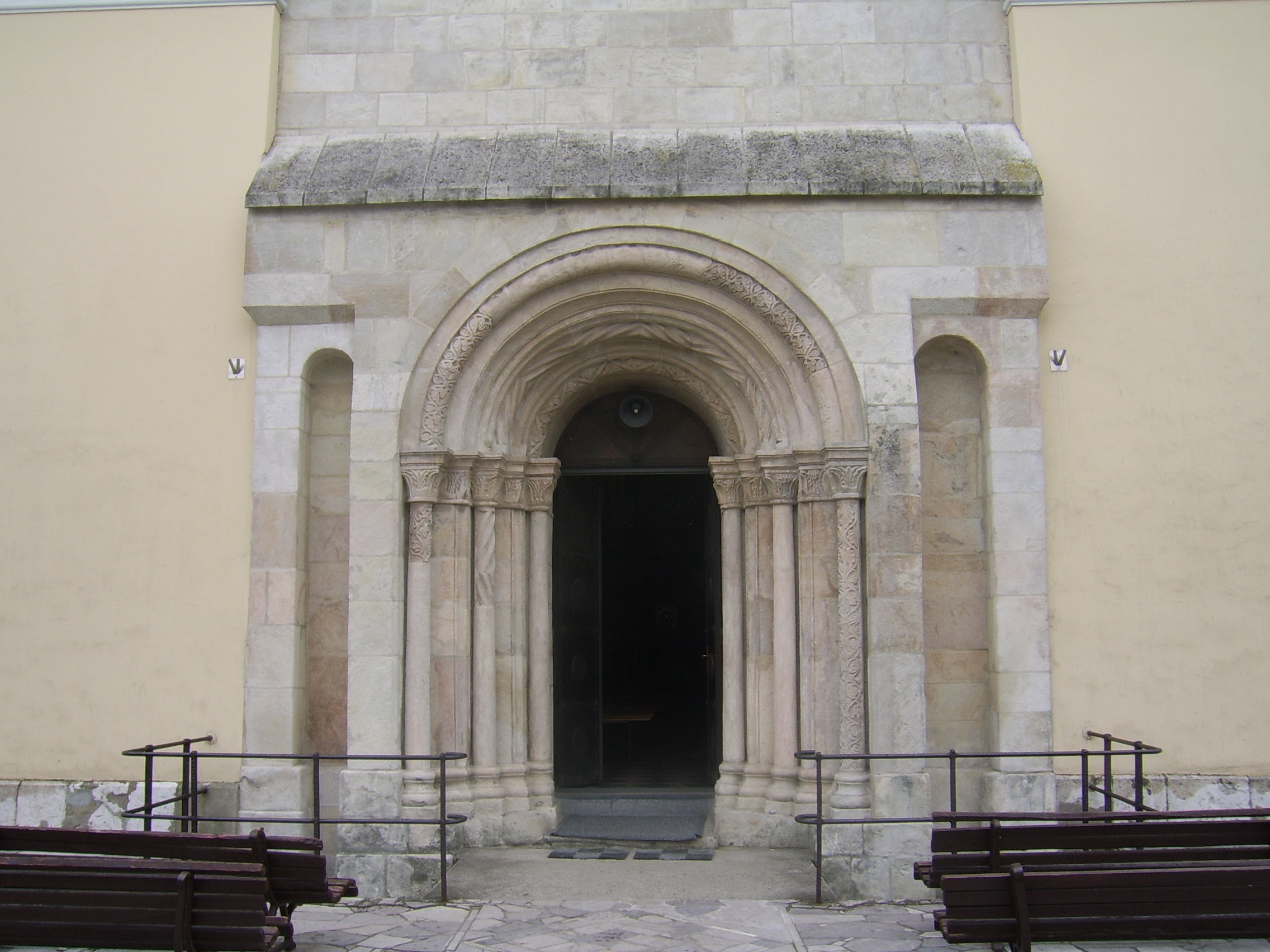
Kościelec
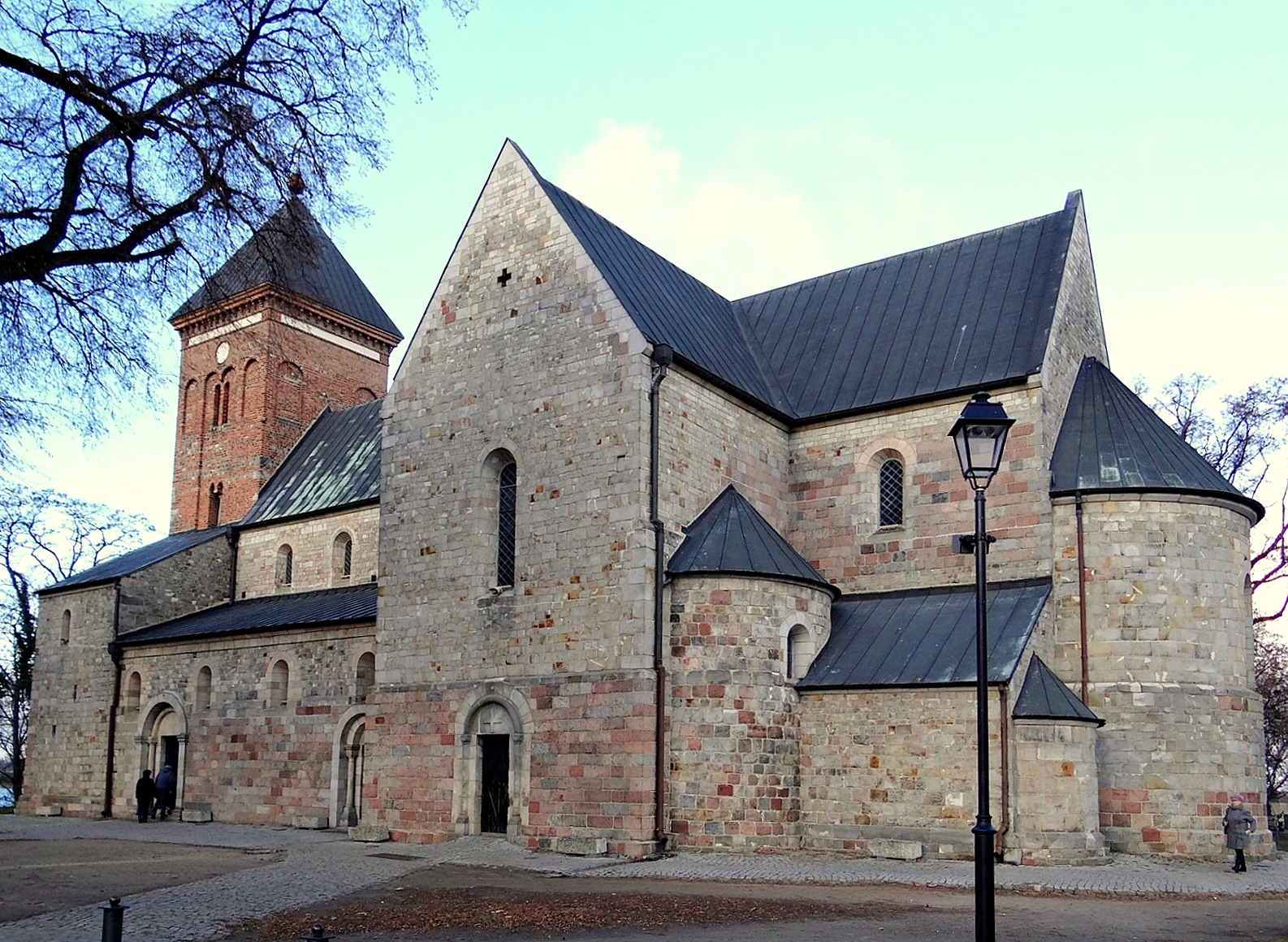
Kruszwica - kolegiata
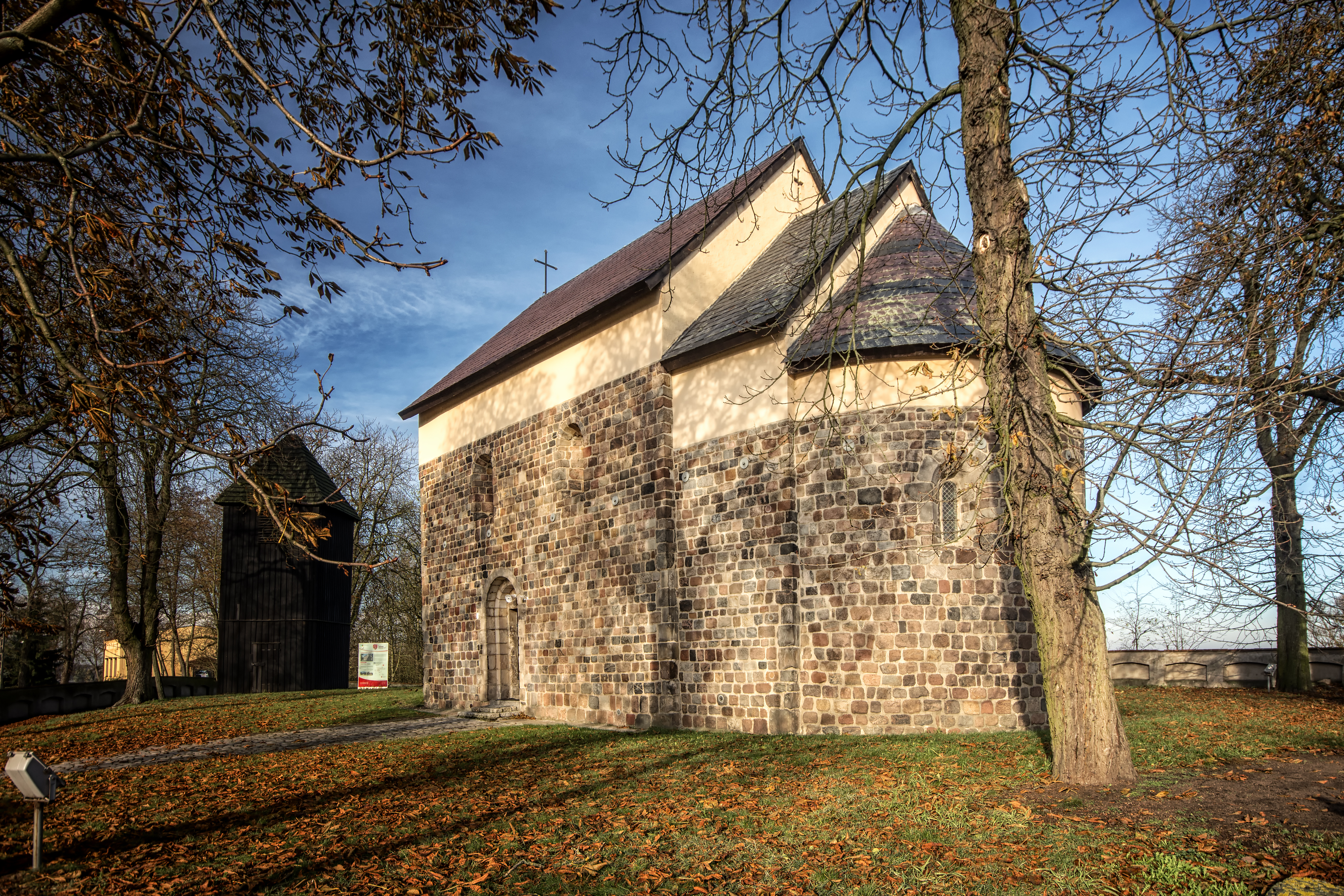
Giecz - kościół
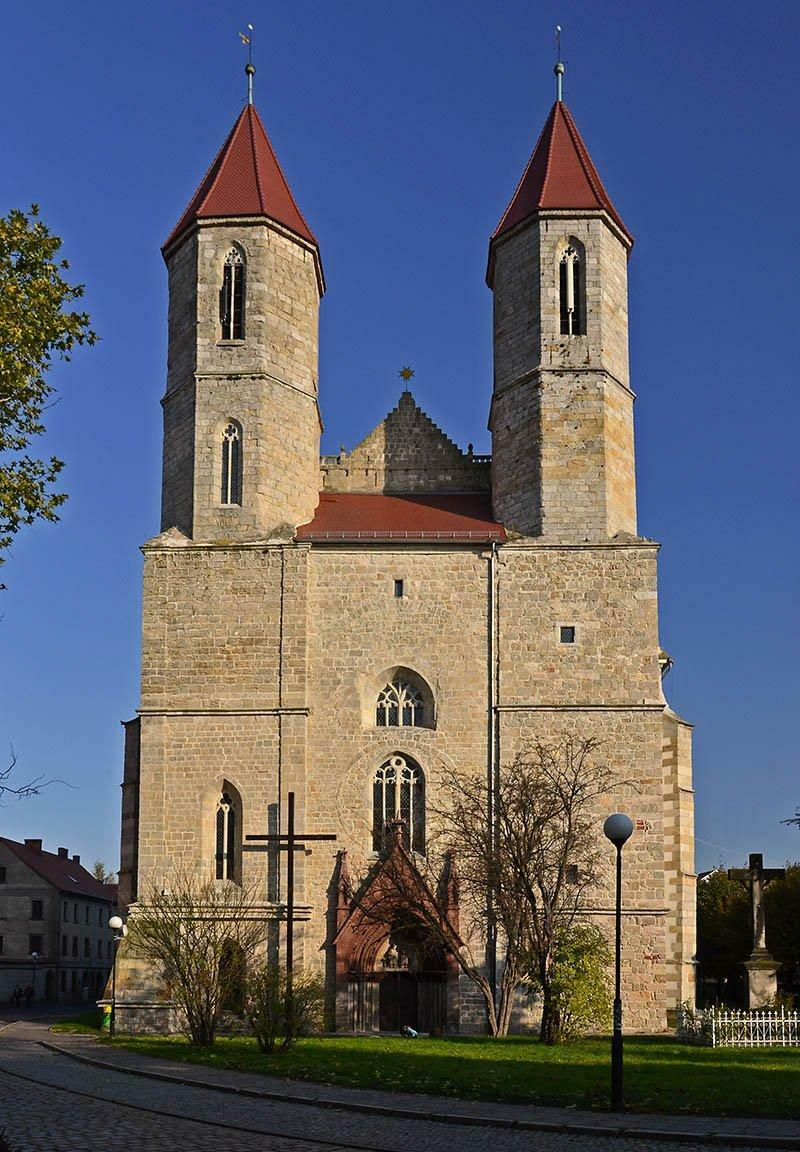
Lwówek Śląski
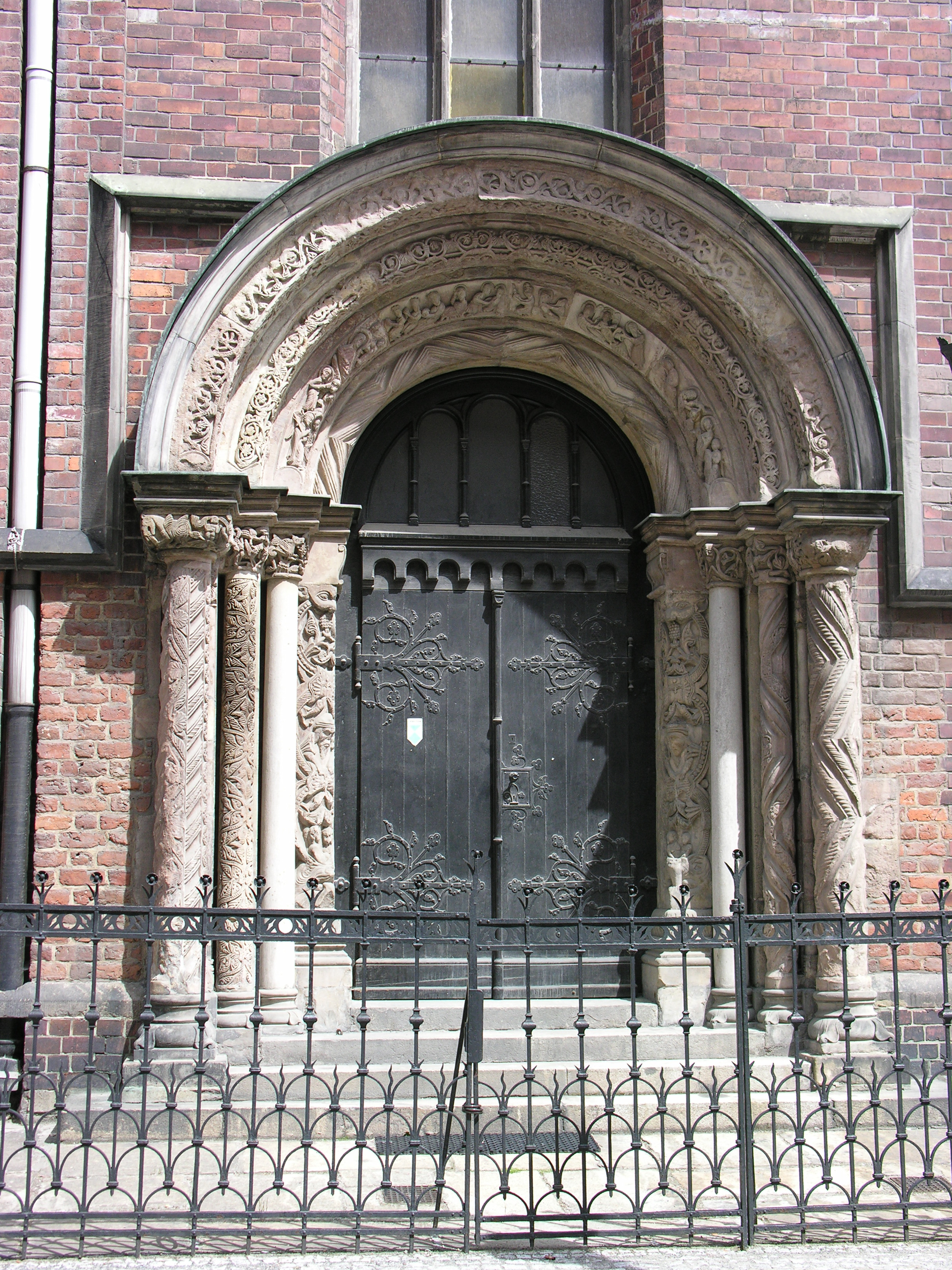
Wrocław - portal z klasztoru na Ołbinie
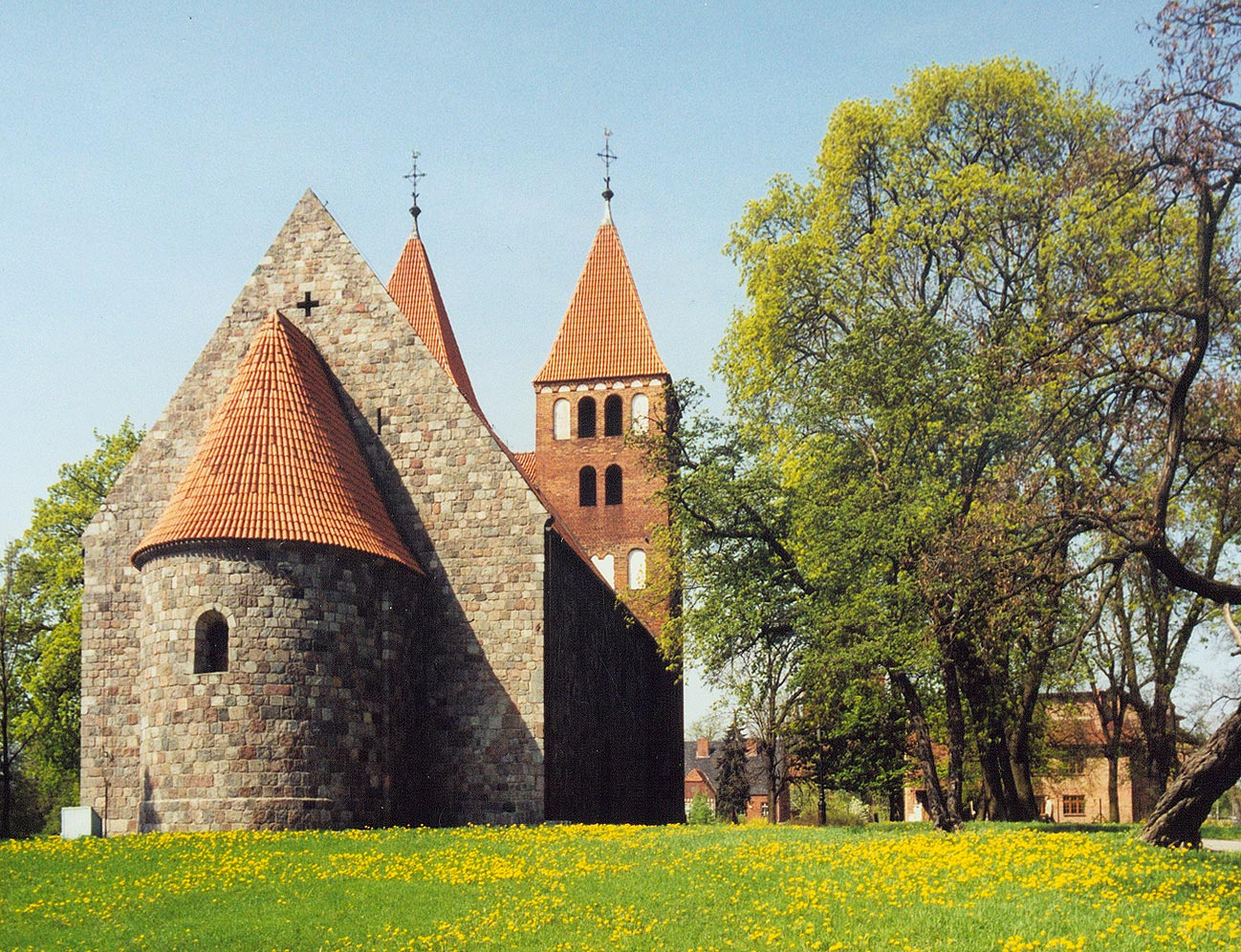
Inowrocław
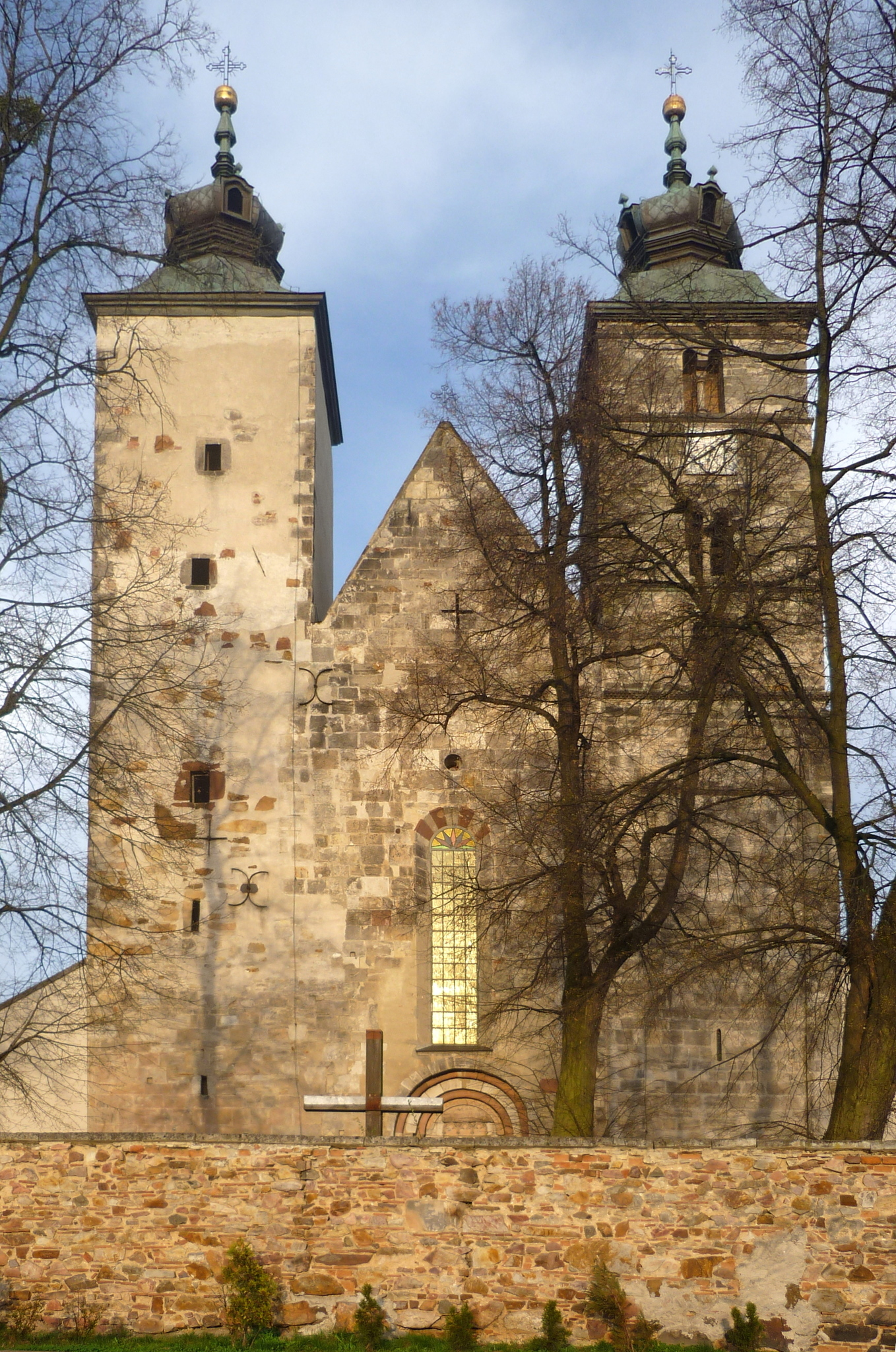
Opatów - kolegiata
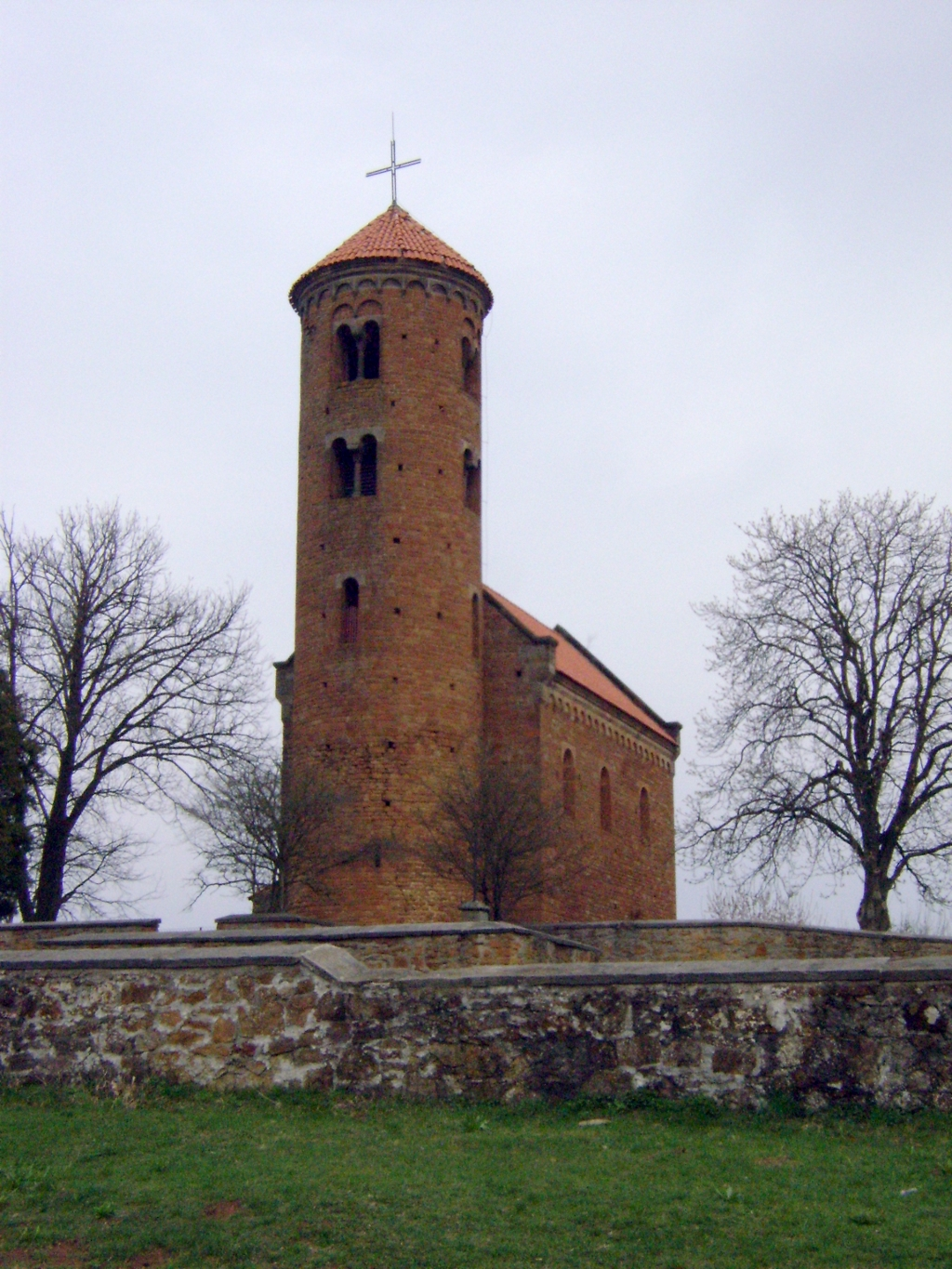
Inowłódz - kościół św. Idziego
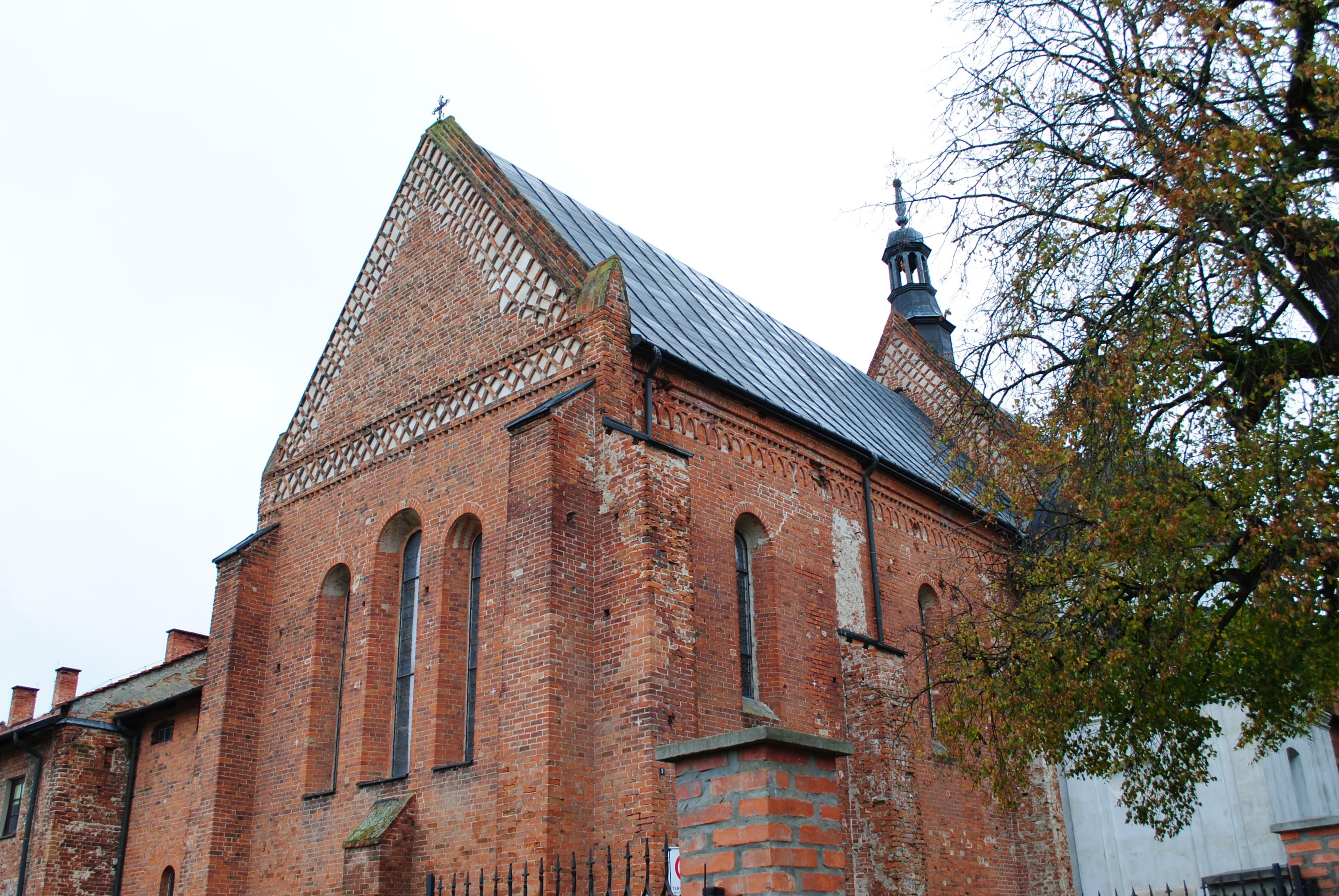
Sandomierz - kościół św. Jakuba
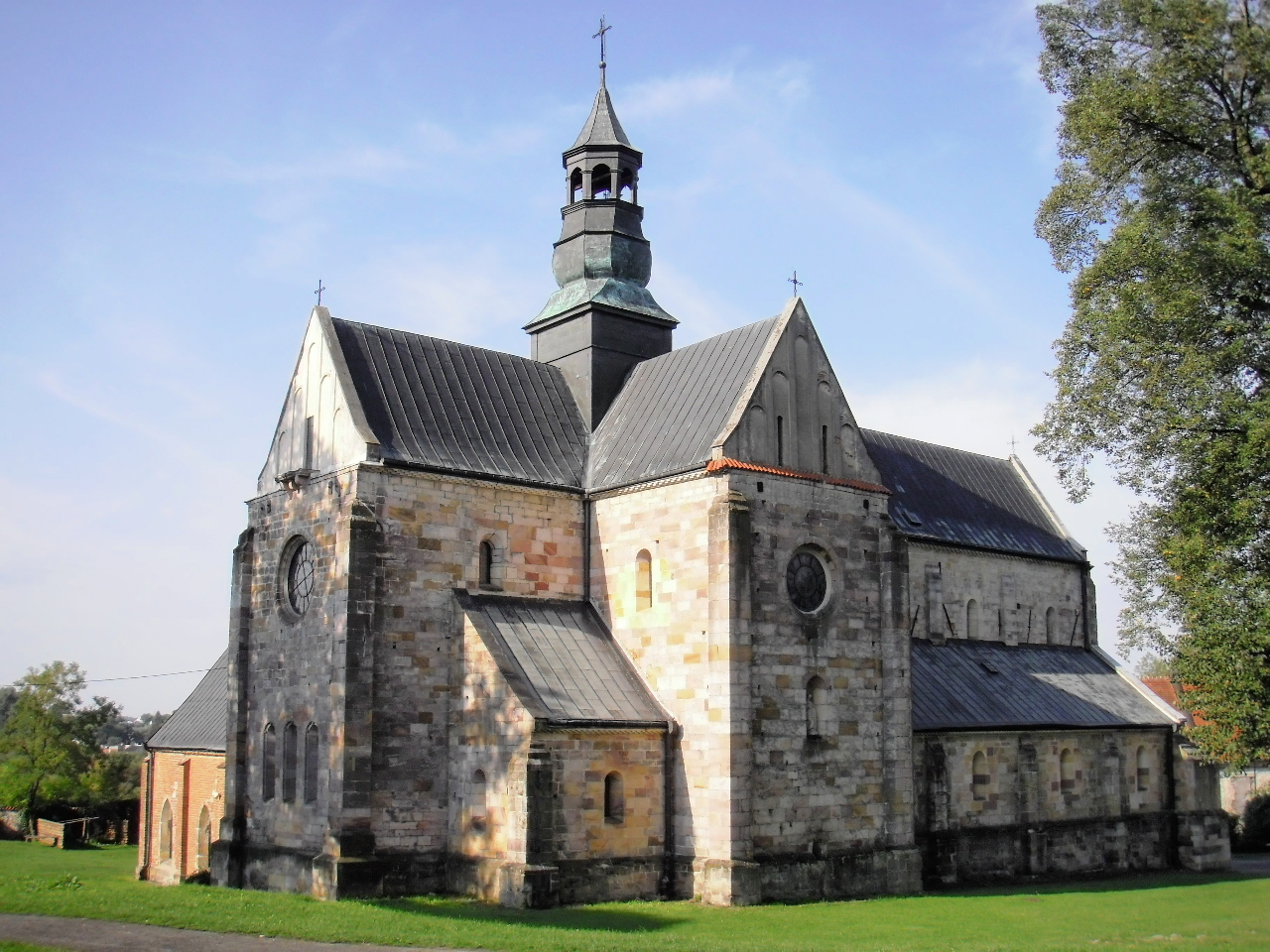
Sulejów - kościół św. Tomasza
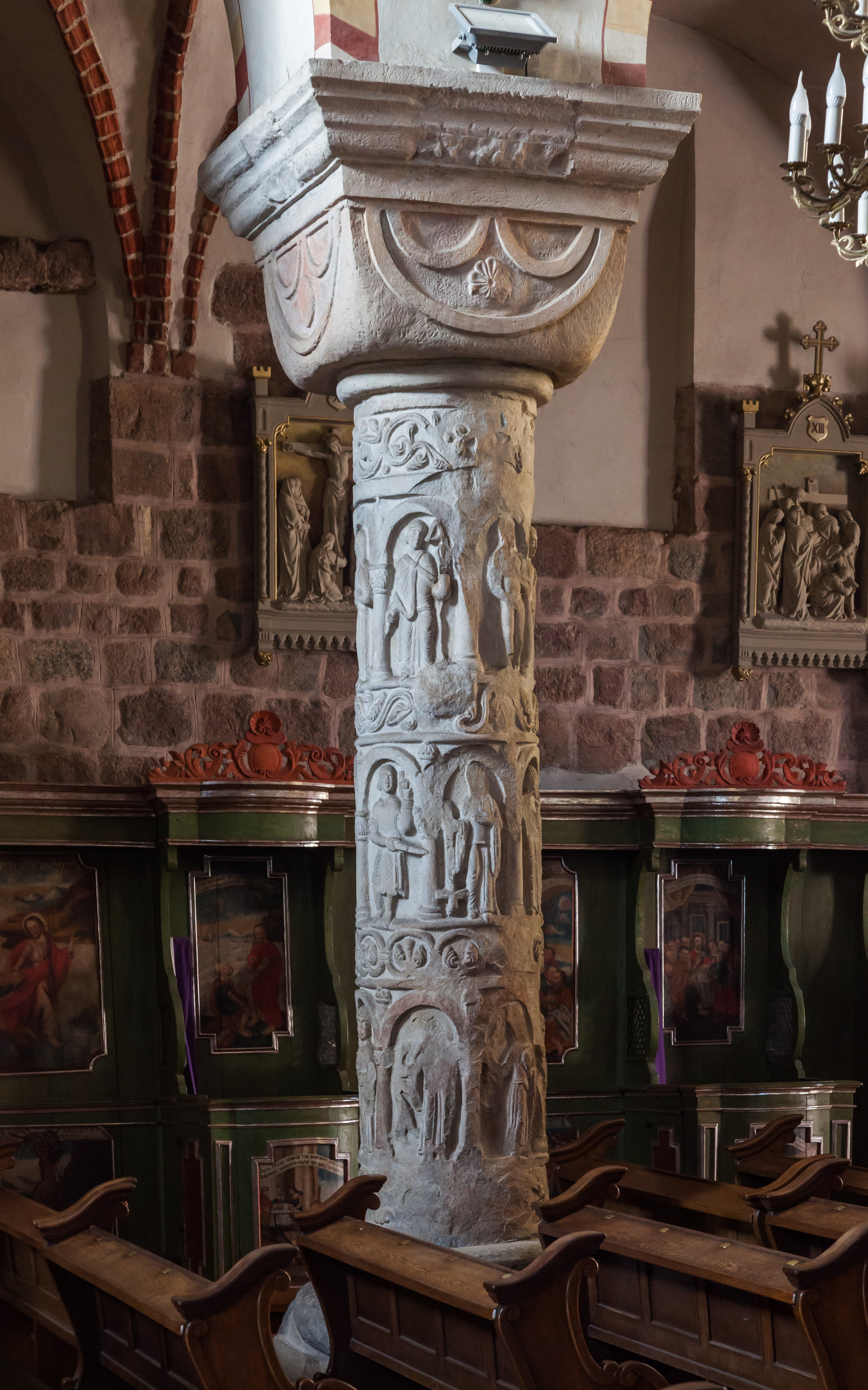
Strzelno - kolumna
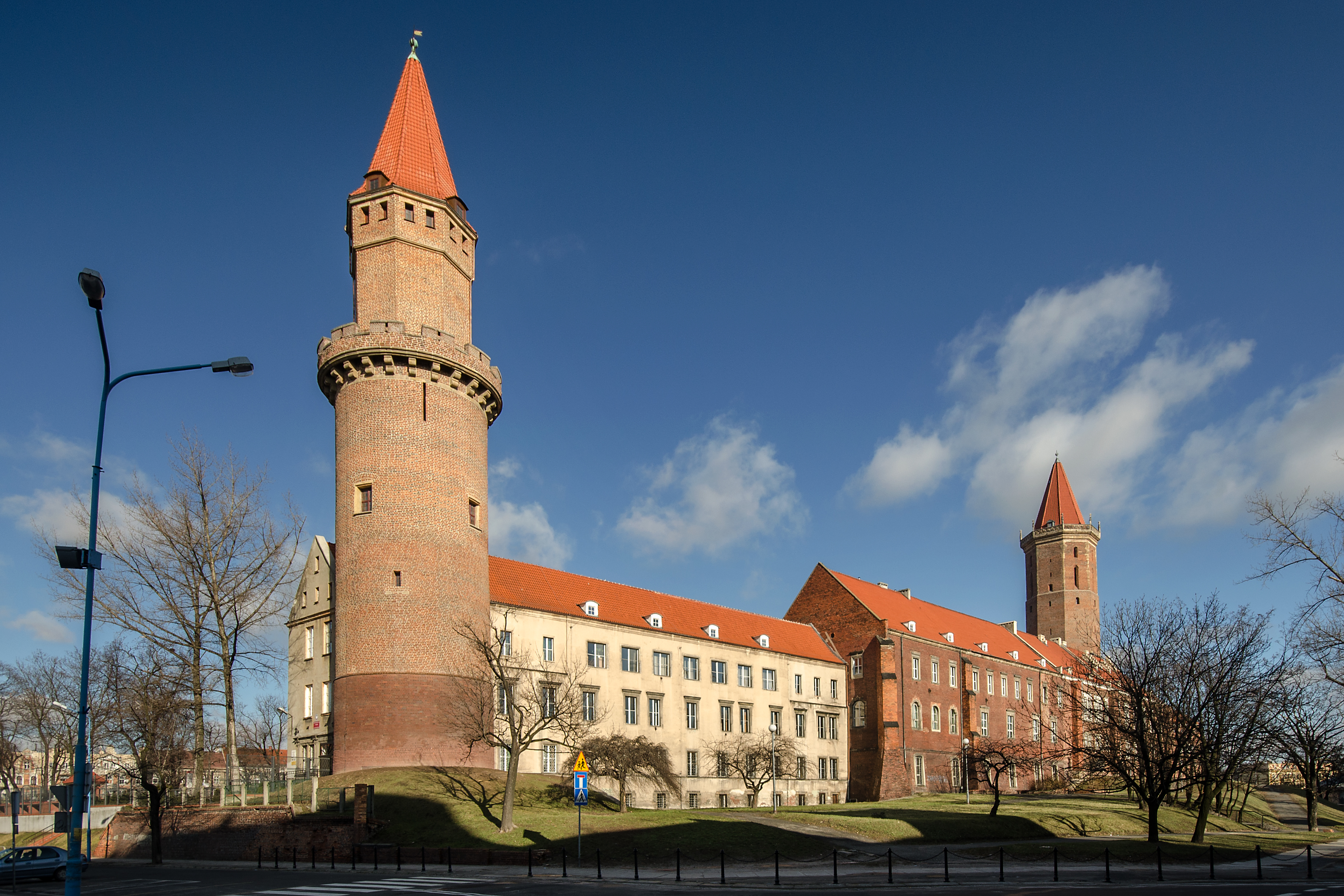
Zamek w Legnicy - romańskie wieże, palatium i kaplica św. Wawrzyńca